# چمن، پاکستان
چمن (به انگلیسی: Chaman) یک منطقهٔ مسکونی در پاکستان است که در ناحیه قلعه عبدالله واقع شده‌است. چمن ۴۴۰٬۳۱۴ نفر جمعیت دارد و ۱٬۳۳۸ متر بالاتر از سطح دریا واقع شده‌است.